# Mantidactylus argenteus
Espèce
Statut de conservation UICN

 LC  : Préoccupation mineure
Mantidactylus argenteus est une espèce d'amphibiens de la famille des Mantellidae.

## Répartition

Aire de répartition de Mantidactylus argenteus.

Cette espèce est endémique de Madagascar. Elle se rencontre entre 500 et 1 000 m d'altitude dans le centre-Est de l'île,.

## Description
Mantidactylus argenteus mesure de 27 à 31 mm. Son dos est verdâtre avec des taches brunes symétriques de chaque côté et une entre les yeux. Ses membres sont également verdâtres et présentent des bandes brunes. Sa lèvre supérieure est blanchâtre (au moins sous l'œil). Ses flancs sont marbrés de blanc. Son ventre est blanc argenté de même que sa gorge qui présente deux rayures sombres. Sa peau est plus ou moins granuleuse.

## Publication originale
- Methuen, 1920 "1919" : Descriptions of a new snake from the Transvaal, together with a new diagnosis and key to the genus Xenocalamus, and of some Batrachia from Madagascar. Proceedings of the Zoological Society of London, vol. 1919, p. 349-355 (texte intégral).